# Llista de monuments de Darnius
Llista de monuments de Darnius inclosos en l'Inventari del Patrimoni Arquitectònic Català per al municipi de Darnius (Alt Empordà). Inclou els inscrits en el Registre de béns culturals d'interès nacional (BCIN) amb la classificació de monuments històrics i els Béns Culturals d'Interès Local (BCIL) de caràcter arquitectònic.
| Monument                                                | Protecció   | Estil/època                   | Localització                                                         | Coordenades                                          | Codi?         | Imatge |
| ------------------------------------------------------- | ----------- | ----------------------------- | -------------------------------------------------------------------- | ---------------------------------------------------- | ------------- | --- |
| Castell de Mont-roig, Torre del Mas Puig                | BCIN 814-MH | Obra popular XVII             | Darnius Al sud-est del nucli urbà, dalt d'un turó prop del Ricardell | 42° 21′ 08″ N, 2° 52′ 31″ E / 42.352168°N,2.875403°E | RI-51-0005885 | Castell de Mont-roig (Darnius) · Vegeu més fotos d'aquest monument · Carregueu una nova foto d'aquest monument               |
| Muralla de Darnius                                      |             | Gòtic, obra popular XIV, XV   | Darnius Pl. de l'Església                                            | 42° 22′ 09″ N, 2° 49′ 53″ E / 42.369094°N,2.831508°E | IPA-19481     | Muralla de Darnius · Vegeu més fotos d'aquest monument · Carregueu una nova foto d'aquest monument                           |
| Església parroquial de Santa Maria                      |             | Romànic XII, XIII             | Darnius Pl. de l'Església                                            | 42° 22′ 08″ N, 2° 49′ 54″ E / 42.368968°N,2.831605°E | IPA-19482     | Església parroquial de Santa Maria (Darnius) · Vegeu més fotos d'aquest monument · Carregueu una nova foto d'aquest monument |
| Can Susin                                               |             | Obra popular XVII             | Darnius Pl. de l'Església                                            | 42° 22′ 08″ N, 2° 49′ 53″ E / 42.368824°N,2.831436°E | IPA-19484     | Carregueu una nova foto d'aquest monument                                                                                    |
| Can Massot                                              |             | Obra popular XVIII            | Darnius C. Maçanet                                                   | 42° 21′ 57″ N, 2° 49′ 59″ E / 42.365863°N,2.833083°E | IPA-19485     | Carregueu una nova foto d'aquest monument                                                                                    |
| Carrer Major                                            |             | Obra popular XVIII            | Darnius C. Major                                                     | 42° 22′ 01″ N, 2° 50′ 02″ E / 42.366828°N,2.833797°E | IPA-19486     | Carrer Major (Darnius) · Vegeu més fotos d'aquest monument · Carregueu una nova foto d'aquest monument                       |
| Rectoria de Darnius                                     |             | Obra popular XIX              | Darnius C. Major                                                     | 42° 22′ 03″ N, 2° 49′ 57″ E / 42.367583°N,2.832520°E | IPA-19487     | Carregueu una nova foto d'aquest monument                                                                                    |
| Ajuntament de Darnius, antiga Casa Forniol              |             | Obra popular XVII, XIX Mitjan | Darnius C. Major, 3                                                  | 42° 22′ 06″ N, 2° 49′ 56″ E / 42.368294°N,2.832336°E | IPA-19488     | Carregueu una nova foto d'aquest monument                                                                                    |
| Hotel de Santa Anna                                     |             | Obra popular XIX, XX          | Darnius C. Major, 5                                                  | 42° 22′ 05″ N, 2° 49′ 57″ E / 42.367956°N,2.832409°E | IPA-19490     | Carregueu una nova foto d'aquest monument                                                                                    |
| Habitatge al carrer Major, 6                            |             | Obra popular XVIII            | Darnius C. Major, 6                                                  | 42° 22′ 06″ N, 2° 49′ 55″ E / 42.368307°N,2.831850°E | IPA-19491     | Carregueu una nova foto d'aquest monument                                                                                    |
| Can Gorgot                                              |             | Obra popular XVIII            | Darnius C. Major, 24                                                 | 42° 22′ 04″ N, 2° 49′ 56″ E / 42.367794°N,2.832222°E | IPA-19492     | Carregueu una nova foto d'aquest monument                                                                                    |
| Habitatge al carrer Major, 34                           |             | Obra popular XVIII            | Darnius C. Major, 34                                                 | 42° 22′ 02″ N, 2° 49′ 58″ E / 42.367358°N,2.832873°E | IPA-19493     | Carregueu una nova foto d'aquest monument                                                                                    |
| Ca l'Olano                                              |             | Obra popular XVIII, XIX       | Darnius C. Major, 40                                                 | 42° 22′ 02″ N, 2° 49′ 59″ E / 42.367088°N,2.833159°E | IPA-19494     | Carregueu una nova foto d'aquest monument                                                                                    |
| Societat la Concòrdia                                   |             | Modernisme XX Inici           | Darnius Pl. Major                                                    | 42° 22′ 07″ N, 2° 49′ 56″ E / 42.368483°N,2.832281°E | IPA-19495     | Societat la Concòrdia (Darnius) · Vegeu més fotos d'aquest monument · Carregueu una nova foto d'aquest monument              |
| Can Descalç, Can Descals                                |             | Obra popular XVII, XVIII      | Darnius A 1 km a llevant del poble                                   | 42° 21′ 59″ N, 2° 50′ 31″ E / 42.366398°N,2.842008°E | IPA-19496     | Carregueu una nova foto d'aquest monument                                                                                    |
| Mas Genís                                               |             | Obra popular XVII, XIX Final  | Darnius A 1,5 km a tramuntana del poble                              | 42° 22′ 53″ N, 2° 49′ 50″ E / 42.381359°N,2.830613°E | IPA-19497     | Carregueu una nova foto d'aquest monument                                                                                    |
| Masoveria Mas Genís                                     |             | Obra popular XVIII            | Darnius A 1,5 km a tramuntana del poble                              | 42° 22′ 52″ N, 2° 49′ 47″ E / 42.381196°N,2.829726°E | IPA-19498     | Carregueu una nova foto d'aquest monument                                                                                    |
| Mas Genís II                                            |             | Obra popular XVIII            | Darnius A 1,2 km al sud-est del poble                                | 42° 21′ 52″ N, 2° 50′ 45″ E / 42.364368°N,2.845899°E | IPA-19499     | Carregueu una nova foto d'aquest monument                                                                                    |
| Can Guilló                                              |             | Obra popular XVIII Final      | Darnius A 3,7 km al nord-oest del poble                              | 42° 23′ 17″ N, 2° 47′ 49″ E / 42.388167°N,2.797009°E | IPA-19500     | Carregueu una nova foto d'aquest monument                                                                                    |
| Can Palau                                               |             | Obra popular XIV, XIX         | Darnius A 2 km a llevant del poble                                   | 42° 21′ 58″ N, 2° 50′ 50″ E / 42.366140°N,2.847298°E | IPA-19501     | Carregueu una nova foto d'aquest monument                                                                                    |
| Mas Puig de Caneres                                     |             | Obra popular XVI, XVII        | Darnius A 3,5 km al nord-oest del poble                              | 42° 23′ 04″ N, 2° 48′ 31″ E / 42.384527°N,2.808737°E | IPA-19502     | Carregueu una nova foto d'aquest monument                                                                                    |
| Mas de Sant Esteve del Llop                             |             | Obra popular XVII, XVIII      | Darnius A 2,5 km a ponent del poble                                  | 42° 22′ 17″ N, 2° 48′ 18″ E / 42.371498°N,2.805072°E | IPA-19503     | Carregueu una nova foto d'aquest monument                                                                                    |
| Ermita de Sant Esteve del Llop                          |             | Romànic, obra popular XI, XV  | Darnius A 2 km a ponent del poble                                    | 42° 22′ 14″ N, 2° 48′ 18″ E / 42.370682°N,2.804966°E | IPA-19505     | Ermita de Sant Esteve del Llop (Darnius) · Vegeu més fotos d'aquest monument · Carregueu una nova foto d'aquest monument     |
| Can Budó                                                |             | Obra popular XVII             | Darnius A 3,2 km a ponent del poble                                  | 42° 21′ 57″ N, 2° 47′ 26″ E / 42.365857°N,2.790613°E | IPA-38694     | Carregueu una nova foto d'aquest monument                                                                                    |
| Ca l'Araba                                              |             | Obra popular XVIII, XIX       | Darnius C. Major 13                                                  | 42° 22′ 07″ N, 2° 49′ 54″ E / 42.368689°N,2.831715°E | IPA-38796     | Carregueu una nova foto d'aquest monument                                                                                    |
| Escoles                                                 |             | Obra popular XX Inici         | Darnius C. Arnera 2                                                  | 42° 22′ 01″ N, 2° 49′ 54″ E / 42.366996°N,2.831744°E | IPA-38869     | Carregueu una nova foto d'aquest monument                                                                                    |
| Búnquer al turó de Mont-roig                            |             | Obra popular XIX Mitjan       | Darnius Vessant sud-oest del turó de Mont-Roig                       | 42° 20′ 59″ N, 2° 52′ 09″ E / 42.349784°N,2.869094°E | IPA-39099     | Búnquer al turó de Mont-roig (Darnius) · Vegeu més fotos d'aquest monument · Carregueu una nova foto d'aquest monument       |
| Casa al carrer Major, 30                                |             | Obra popular XVII, XX Inici   | Darnius C. Major, 30                                                 | 42° 22′ 03″ N, 2° 49′ 58″ E / 42.367403°N,2.832787°E | IPA-39100     | Carregueu una nova foto d'aquest monument                                                                                    |
| Casa a la plaça de l'Església                           |             | Obra popular XVIII            | Darnius Pl. de l'Església                                            | 42° 22′ 08″ N, 2° 49′ 54″ E / 42.368847°N,2.831763°E | IPA-39101     | Carregueu una nova foto d'aquest monument                                                                                    |
| Forn de calç de Can Palau                               |             | Obra popular XX               | Darnius Camí del Mas de Can Palau                                    | 42° 21′ 39″ N, 2° 51′ 08″ E / 42.360832°N,2.852174°E | IPA-39102     | Carregueu una nova foto d'aquest monument                                                                                    |
| Casa Maideu                                             |             | Obra popular XX Inici         | Darnius C. Major, 53                                                 | 42° 22′ 00″ N, 2° 50′ 04″ E / 42.366685°N,2.834465°E | IPA-39176     | Carregueu una nova foto d'aquest monument                                                                                    |
| Casa del carrer Major, 1                                |             | Obra popular XVII, XIX        | Darnius C. Major, 1                                                  | 42° 22′ 06″ N, 2° 49′ 55″ E / 42.368329°N,2.832026°E | IPA-39216     | Carregueu una nova foto d'aquest monument                                                                                    |
| Casa del carrer Major, 59                               |             | Obra popular XIX              | Darnius C. Major, 59                                                 | 42° 21′ 59″ N, 2° 50′ 05″ E / 42.366505°N,2.834660°E | IPA-39217     | Carregueu una nova foto d'aquest monument                                                                                    |
| Barracons milícies                                      |             | Obra popular XIX Mitjan       | Darnius Entre la ctra. a Maçanet i la del Coll de l'Hospital         | 42° 21′ 16″ N, 2° 52′ 10″ E / 42.354504°N,2.869534°E | IPA-39282     | Carregueu una nova foto d'aquest monument                                                                                    |
| Búnquer del camí del Mas Rajol                          |             | Obra popular XIX Mitjan       | Darnius Camí del Mas Rajol                                           | 42° 21′ 08″ N, 2° 52′ 08″ E / 42.352319°N,2.868767°E | IPA-39348     | Carregueu una nova foto d'aquest monument                                                                                    |
| Casa al carrer Major, 17                                |             | Obra popular XVII, XIX        | Darnius C. Major 17                                                  | 42° 22′ 03″ N, 2° 49′ 59″ E / 42.367534°N,2.832939°E | IPA-39349     | Carregueu una nova foto d'aquest monument                                                                                    |
| Torre de Mont-roig                                      |             | XIX                           | Darnius A 100 m del Castell de Mont-roig                             |                                                      | IPA-48923     | Carregueu una nova foto d'aquest monument                                                                                    |
| Conjunt de búnquers i trinxeres línia P: 01 Observatori | BCIL 2020   | XX                            | Darnius                                                              |                                                      | IPA-50824     | Carregueu una nova foto d'aquest monument                                                                                    |